# Swartzia oraria
Swartzia oraria är en ärtväxtart som beskrevs av John Macqueen Cowan. Swartzia oraria ingår i släktet Swartzia och familjen ärtväxter. IUCN kategoriserar arten globalt som akut hotad. Inga underarter finns listade i Catalogue of Life.